# Ahlsdorf
Ahlsdorf è un comune tedesco situato nel land della Sassonia-Anhalt.